# Шатноа (Доња Рајна)
Шатноа (фр. Châtenois) насеље је и општина у источној Француској у региону Алзас, у департману Доња Рајна која припада префектури Селестат Ерштајн.
По подацима из 2011. године у општини је живело 4040 становника, а густина насељености је износила 277,28 становника/km². Општина се простире на површини од 14,57 km². Налази се на средњој надморској висини од 192 метара (максималној 525 m, а минималној 179 m).

## Демографија
| 1962. | 1968. | 1975. | 1982. | 1990. | 1999. | 2011. |
| ----- | ----- | ----- | ----- | ----- | ----- | ----- |
| 2.634 | 2.798 | 2.954 | 3.005 | 3.020 | 3.373 | 4.040 |

График промене броја становника у току последњих година